# Championnat d'Autriche de football 1955-1956
Navigation
Saison précédente Saison suivante
La saison 1955-1956 du Championnat d'Autriche de football était la 45e édition du championnat de première division en Autriche. La Staatsliga A regroupe les 14 meilleurs clubs du pays au sein d'une poule unique où ils s'affrontent deux fois au cours de la saison, à domicile et à l'extérieur. À la fin de la saison, les 2 derniers du classement sont relégués et remplacés par les 2 meilleurs clubs de Staatsliga B, la deuxième division autrichienne.
C'est le SK Rapid Vienne qui remporte le championnat en terminant en tête du classement final, avec 2 points d'avance sur le Wacker AC et 3 sur le tenant du titre, le First Vienna FC. C'est le 20e titre de champion d'Autriche de l'histoire du club.

## Les 14 clubs participants
| - Wiener Sport-Club - SK Rapid Vienne - Wacker AC - First Vienna FC - 1. Simmeringer SC - Kapfenberger SV - ESV Austria Graz - Promu de Staatsliga B | - FC Stadlau - SK Admira Vienne - FC Vienne - FK Austria Vienne - Grazer AK - SK Sturm Graz - Promu de Staatsliga B - SV Austria Salzbourg |

## Compétition

### Classement
Le barème utilisé pour établir le classement est le suivant :
- Victoire : 2 points
- Match nul : 1 point
- Défaite : 0 point

| Rang | Équipe               | Pts | J  | G  | N | P  | Bp | Bc | Diff |
| ---- | -------------------- | --- | -- | -- | - | -- | -- | -- | ---- |
| 1    | SK Rapid Vienne      | 43  | 26 | 20 | 3 | 3  | 93 | 37 | +56  |
| 2    | Wacker AC            | 41  | 26 | 19 | 3 | 4  | 85 | 33 | +52  |
| 3    | First Vienna FC T    | 40  | 26 | 18 | 4 | 4  | 96 | 41 | +55  |
| 4    | FK Austria Vienne    | 35  | 26 | 16 | 3 | 7  | 78 | 47 | +31  |
| 5    | Wiener Sport-Club    | 29  | 26 | 12 | 5 | 9  | 50 | 51 | -1   |
| 6    | 1. Simmeringer SC    | 28  | 26 | 10 | 8 | 8  | 68 | 61 | +7   |
| 7    | Grazer AK            | 27  | 26 | 11 | 5 | 10 | 59 | 63 | -4   |
| 8    | SV Austria Salzbourg | 23  | 26 | 9  | 5 | 12 | 50 | 65 | -15  |
| 9    | SK Admira Vienne     | 18  | 26 | 7  | 4 | 15 | 54 | 61 | -7   |
| 10   | SK Sturm Graz P      | 18  | 26 | 5  | 8 | 13 | 43 | 68 | -25  |
| 11   | Kapfenberger SV      | 17  | 26 | 7  | 3 | 16 | 39 | 67 | -28  |
| 12   | FC Stadlau           | 15  | 26 | 5  | 5 | 16 | 43 | 74 | -31  |
| 13   | FC Vienne            | 15  | 26 | 5  | 5 | 16 | 31 | 68 | -37  |
| 14   | ESV Austria Graz P   | 15  | 26 | 7  | 1 | 18 | 25 | 78 | -53  |

|  | Qualification pour la Coupe des clubs champions 1956-1957 et la Coupe Mitropa 1956 |
|  | Qualification pour la Coupe Mitropa 1956                                           |
|  | Relégation directe en Staatsliga B                                                 |
|  | T Tenant du titre P Promu de Staatsliga B                                          |

## Bilan de la saison
| Championnat d'Autriche de football 1955-1956 |                             |
| Champion                                     | SK Rapid Vienne (20e titre) |
| Coupes et trophées                           |                             |
| Vainqueur de la Coupe d'Autriche 1955-1956   | Compétition non disputée    |
| Qualifications continentales                 |                             |
| Coupe d'Europe des clubs champions 1956-1957 | SK Rapid Vienne             |
| Coupe Mitropa 1956                           | SK Rapid Vienne             |
| Coupe Mitropa 1956                           | Wacker AC                   |
| Promotions et relégations                    |                             |
| Promus en Staatsliga A                       | Wiener AC                   |
| Promus en Staatsliga A                       | Kremser SC                  |
| Relégués en Staatsliga B                     | FC Vienne                   |
| Relégués en Staatsliga B                     | ESV Sturm Graz              |